# Bataille de Kramatorsk
Guerre du Donbass
(fait partie de la Guerre russo-ukrainienne)
Batailles
- Euromaïdan
- Révolution de la Dignité
- Manifestations anti-Maïdan

Annexion de la Crimée
- Invasion russe de la Crimée
- Prise du Parlement de Crimée
- Prise de la base navale sud
- Incident de Simféropol (en)
- Occupation russe de la Crimée

Troubles pro-russes
- Odessa
- Troubles pro-russes à Kharkiv (uk)
- Troubles pro-russes à Louhansk (uk)
- Bataille de la rue Rymarska (uk)
- Proclamation de la république de Crimée
- Prise de Donetsk
- Proclamation de la RP de Donetsk
- Proclamation de la RP d'Odessa (hu)
- Proclamation de la RP de Lougansk
- Affrontements à Odessa du 2 mai (uk)
- Incendie de la Maison des syndicats d'Odessa

Guerre du Donbass
- Sloviansk
- Kramatorsk
- Artemivsk
- Marioupol
- Karlivka
- 1re Donetsk
- Louhansk
- Krasnyi Lyman
- Il-76
- Chyrokyne
- Saour-Mogyla
- Horlivka
- Vol Malaysia Airlines 17
- 2e Donetsk
- Loutouhyne
- Ilovaïsk
- Novoazovsk
- 3e Donetsk
- 32e barrage
- Volnovakha
- Debaltseve
- Marïnka
- Avdiïvka

La bataille de Kramatorsk désigne une série d'affrontements et d'escarmouches dans et autour de la ville de Kramatorsk, entre le 12 avril et le 5 juillet 2014 pendant la Guerre du Donbass, dans le cadre de la Guerre russo-ukrainienne. Les forces ukrainiennes ont repris la ville occupée depuis le 12 avril par les rebelles séparatistes prorusses, contrôlés par la Russie, ses derniers s'étant replié vers Donetsk.

## Contexte et prélude

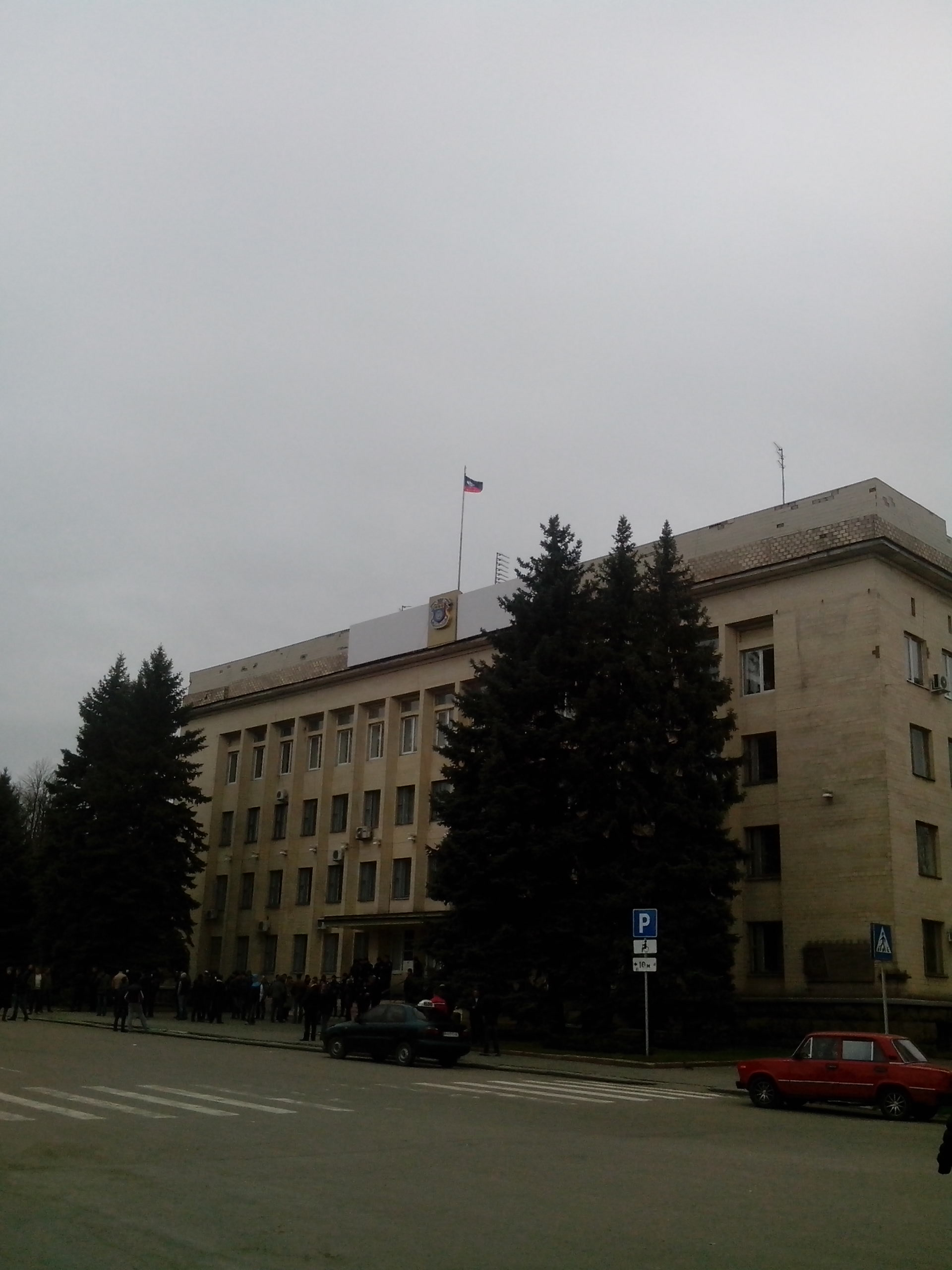
Bâtiment du conseil municipal de Kramatorsk, le 12 avril 2014

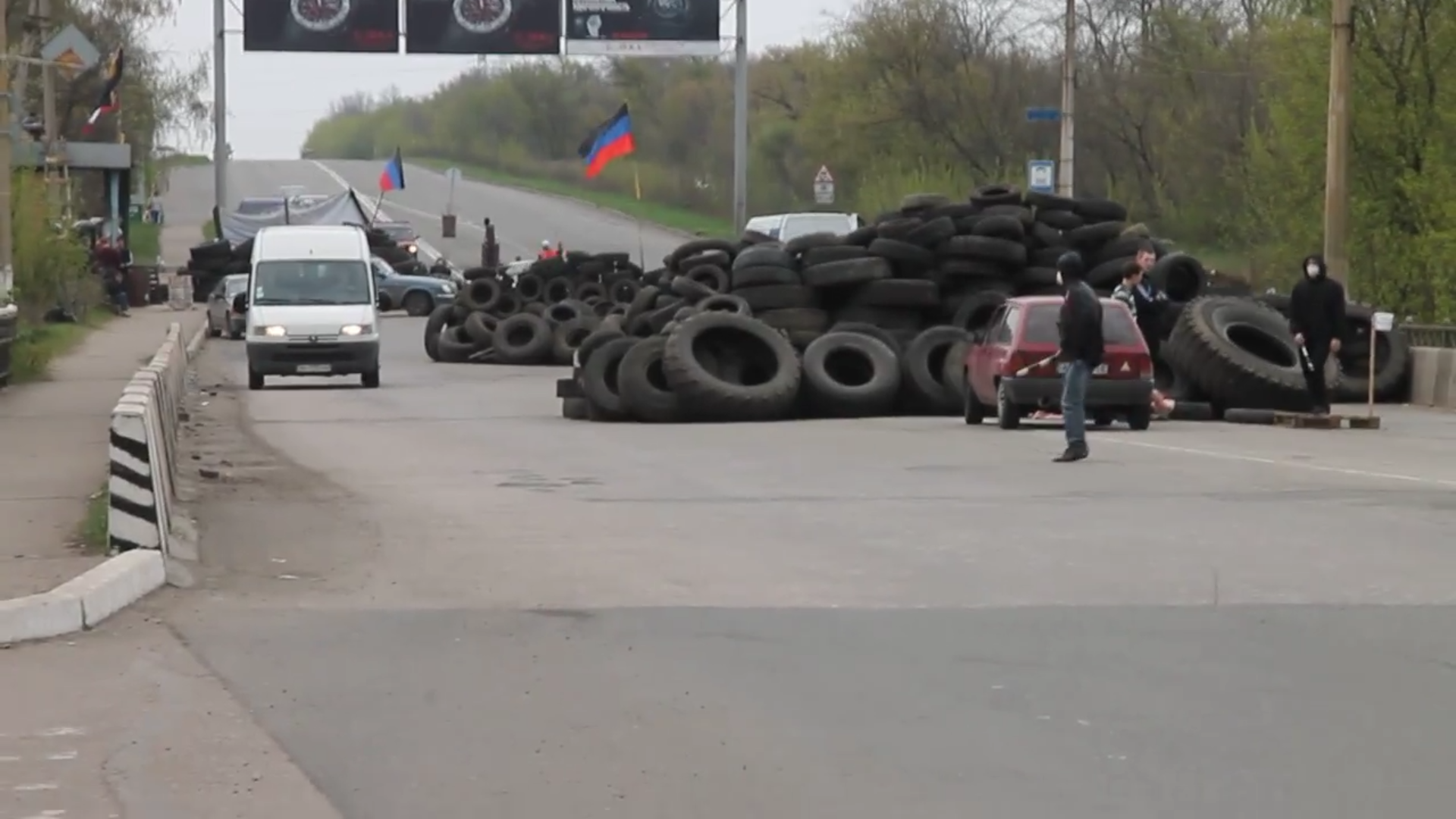
Point de contrôle des rebelles séparatistes prorusses à Kramatorsk le 19 avril 2014

Dans le contexte des troubles prorusses croissant en Ukraine à la suite de la Révolution de la Dignité, des rebelles séparatistes prorusses contrôlés par la Russie prennent le contrôle d'une partie du territoire ukrainien internationalement reconnu en Ukraine orientale.
L'affrontement a commencé à Kramatorsk le 12 avril, lorsqu'un groupe de rebelles séparatistes des forces de la Nouvelle-Russie a tenté de prendre un poste de police dans la ville. Une fusillade avec la police a suivi, mais les rebelles séparatistes ont investit le bâtiment. Après avoir pris le bâtiment, ils ont arraché les armoiries ukrainiennes et ont hissé le drapeau de l'autorité de fait se disant « république populaire de Donetsk ». Les insurgés ont ensuite lancé un ultimatum au maire de la ville et à ses subordonnés de prêter allégeance à la prétendue « république populaire » d'ici lundi ; à défaut ils « prendraient le contrôle du conseil municipal ». Une foule de rebelles séparatistes prorusses s'est ensuite rassemblée autour du bâtiment du conseil municipal, y est entrée et y a hissé le drapeau de la soi-disant « république populaire ». Uns de ses prétendus « représentants » de fait s'est adressé aux habitants devant le poste de police, mais a été mal accueilli par la foule. À la périphérie de la ville, certains rebelles séparatistes ont installé un point de contrôle près d’un aérodrome militaire local.

## Déroulement des événements

### Première contre-offensive ukrainienne

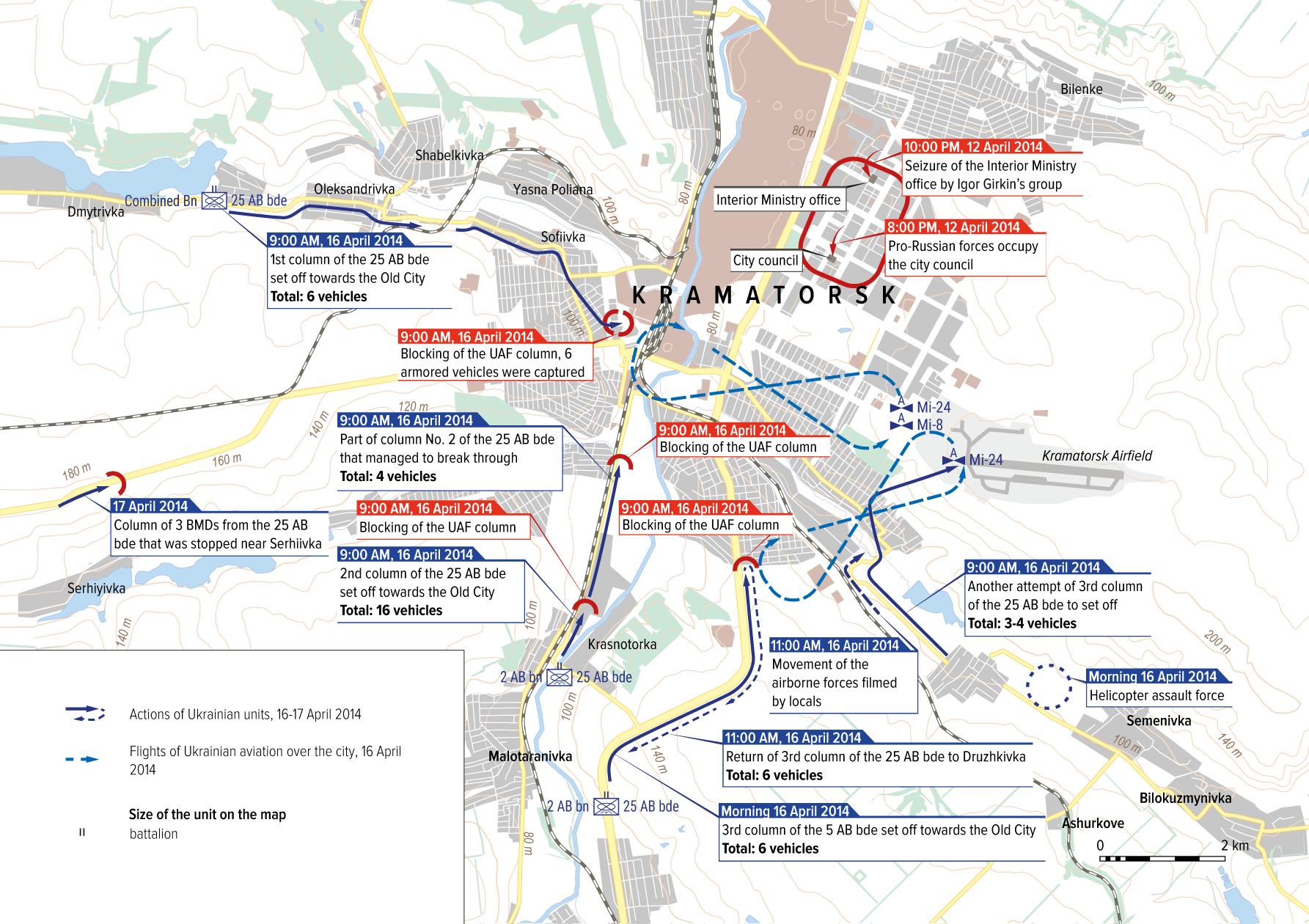
Manœuvres ukrainiennes (en bleu foncé les forces terrestres et en pointillé bleu clair les raids aériens) le 16 avril et las positions des rebelles séparatistes (en rouge)

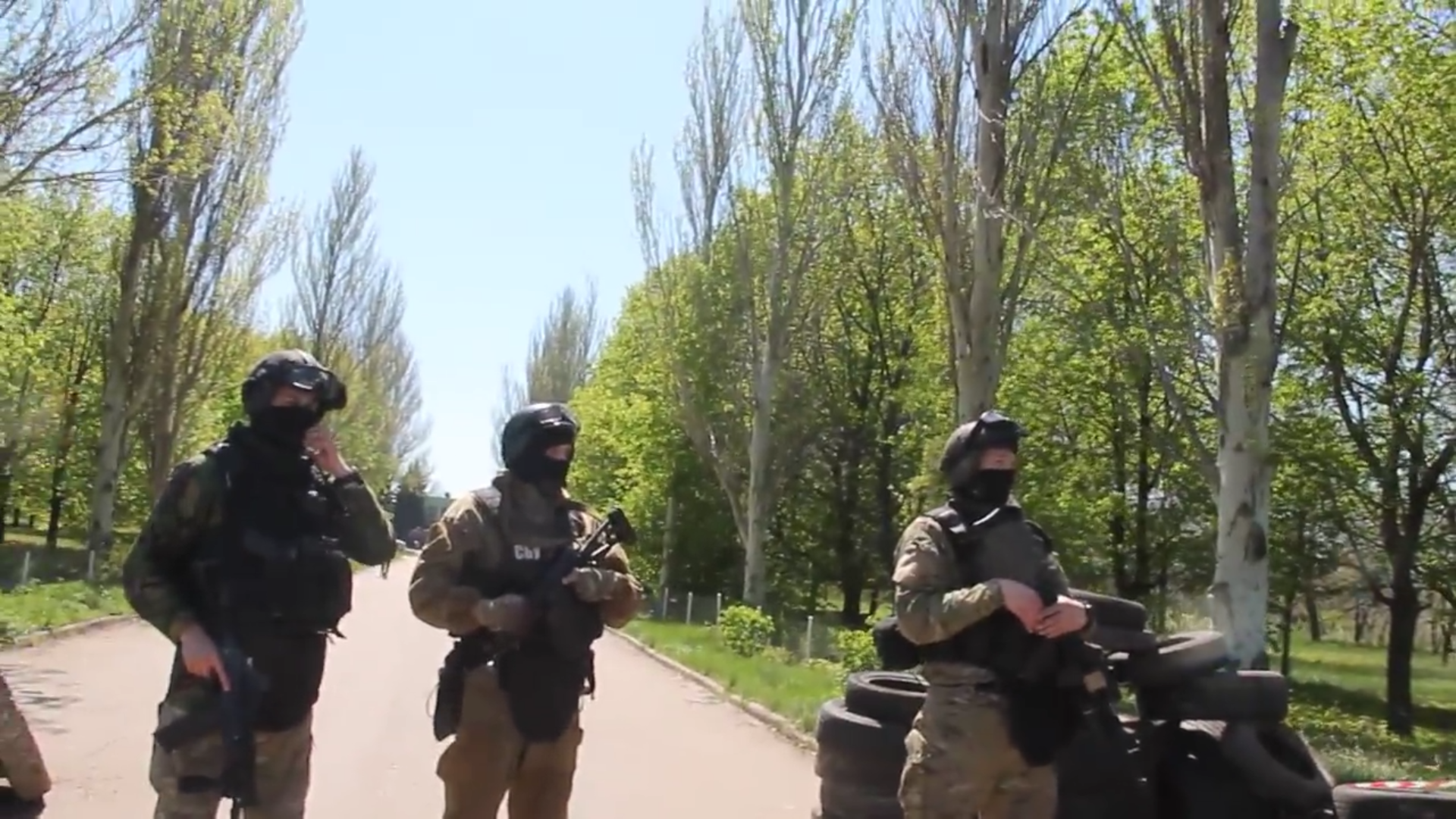
Groupe Alpha des agents du Service de sécurité d'Ukraine bloquant une zone à Kramatorsk, le 25 avril 2014

Le 15 avril, cependant, le gouvernement ukrainien a lancé une contre-offensive contre les rebelles séparatistes prorusses dans l'oblast de Donetsk. Les forces terrestres ukrainiennes ont attaqué le poste de contrôle des rebelles séparatistes à l'aérodrome, puis ont repris le contrôle de l'aérodrome lui-même. Il est estimé qu'entre quatre et onze insurgés ont été tués lors de l'attaque.
Les rebelles séparatistes ont fait une autre tentative pour capturer l'aérodrome le 16 avril, mais les forces spéciales ukrainiennes qui gardaient l'aérodrome depuis sa reprise initiale les ont rapidement repoussés et ont fait plusieurs prisonniers. Les troupes ukrainiennes auraient vu des centaines de civils et d'hommes armés rassemblés à l'extérieur du cordon militaire autour de l'aérodrome. Au milieu de la contre-offensive ukrainienne du 16 avril, six véhicules blindés ukrainiens qui traversaient Kramatorsk ont été capturés par les rebelles séparatistes. Ces véhicules capturés ont ensuite été envoyés pour renforcer les positions rebelles à Sloviansk, qui étaient lourdement assiégées par les forces ukrainiennes.

### Seconde contre-offensive ukrainienne

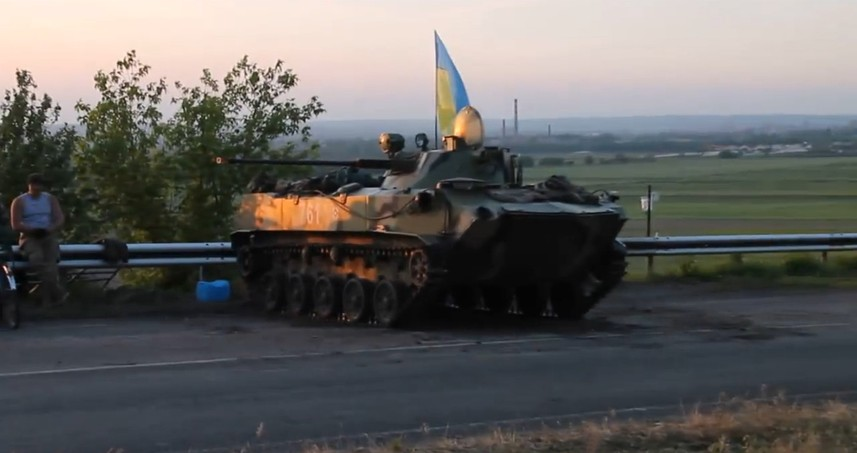
Barrage routier de parachutistes ukrainiens avec un BMD-2 entre Kramatorsk et Sloviansk, le 11 mai 2014

Les forces gouvernementales se sont concentrées principalement sur la reprise de Sloviansk les jours suivants. Cependant, le 25 avril, un hélicoptère militaire a explosé à l'aérodrome de Kramatorsk après que son réservoir de carburant a été touché au décollage. Les rebelles séparatistes ont revendiqué cet acte et ont déclaré avoir touché l'hélicoptère avec une grenade propulsée par fusée lors d'une interview accordée aux médias d'État russes. Dmitry Tymchuk, expert en défense et directeur du Centre de recherche militaire et politique de Kyiv, a déclaré aux journalistes que le pilote de l'hélicoptère Mi-8 avait réussi à s'en sortir avec des blessures légères. Un avion de transport aurait également été détruit. 
Après avoir repris de nombreux bâtiments à Sloviansk lors d'une nouvelle offensive, les forces ukrainiennes ont réussi à capturer une tour de transmission de télévision à Kramatorsk le 2 mai. De nouveaux affrontements entre l'armée ukrainienne et les rebelles séparatistes prorusses dans la nuit du 2 au 3 mai ont entraîné la mort de dix d'entre et en ont blessé trente, selon un chef rebelle local. Pendant les combats, l'armée ukrainienne a repris le bâtiment du Service de sécurité de l'Ukraine (SBU) de Kramatorsk.
Des combats de rue ont éclaté et les médias d'État russes ont rapporté que la ville était en grande partie sous le contrôle des forces ukrainiennes, à l'exception de la place centrale. Cependant, il a été rapporté le lendemain que le bâtiment du SBU avait été abandonné par les forces ukrainiennes, et que le drapeau de l'autorité de fait y flottait toujours.

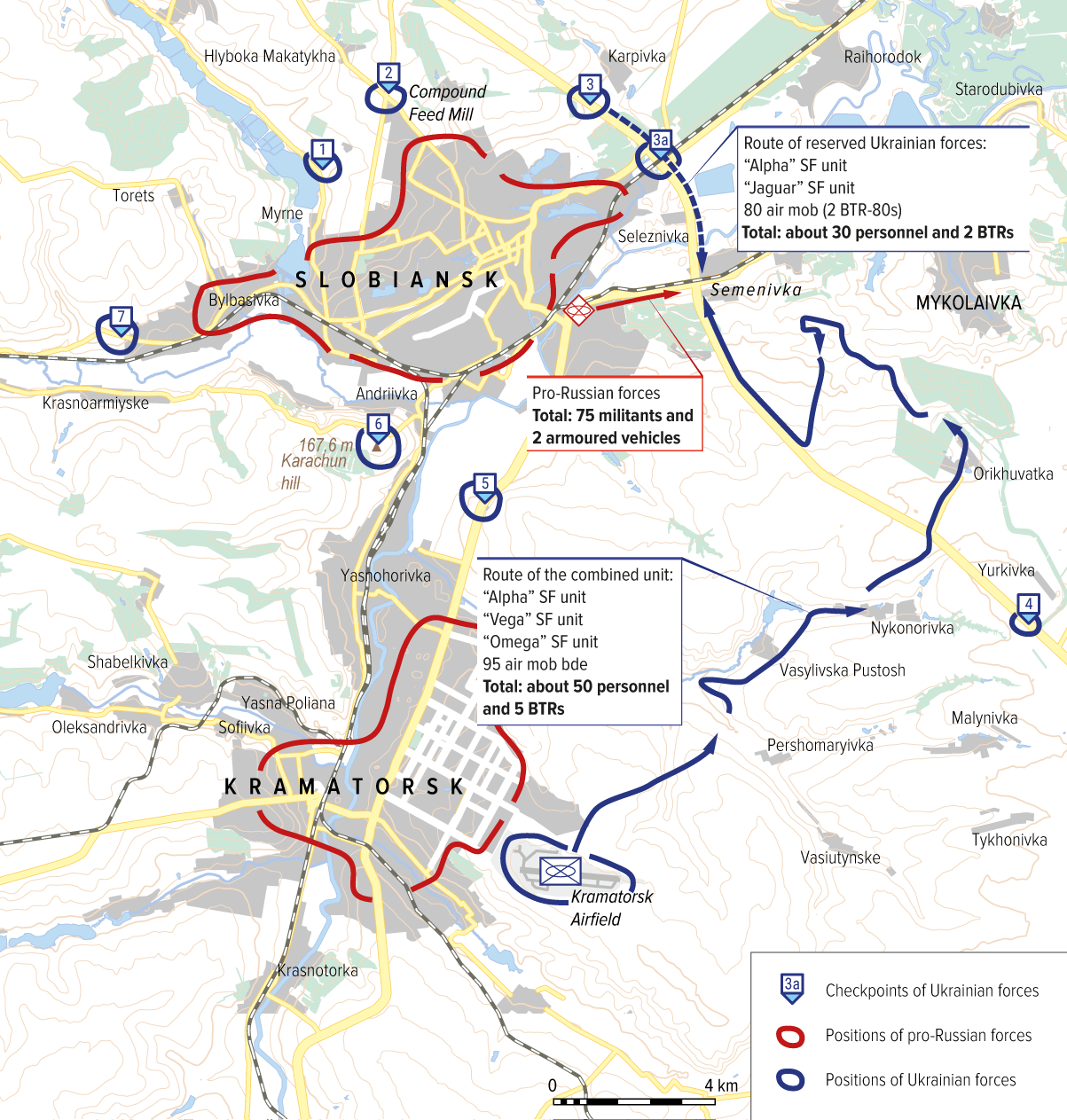
Redéploiement des forces ukrainiennes (en bleu) le 5 mai

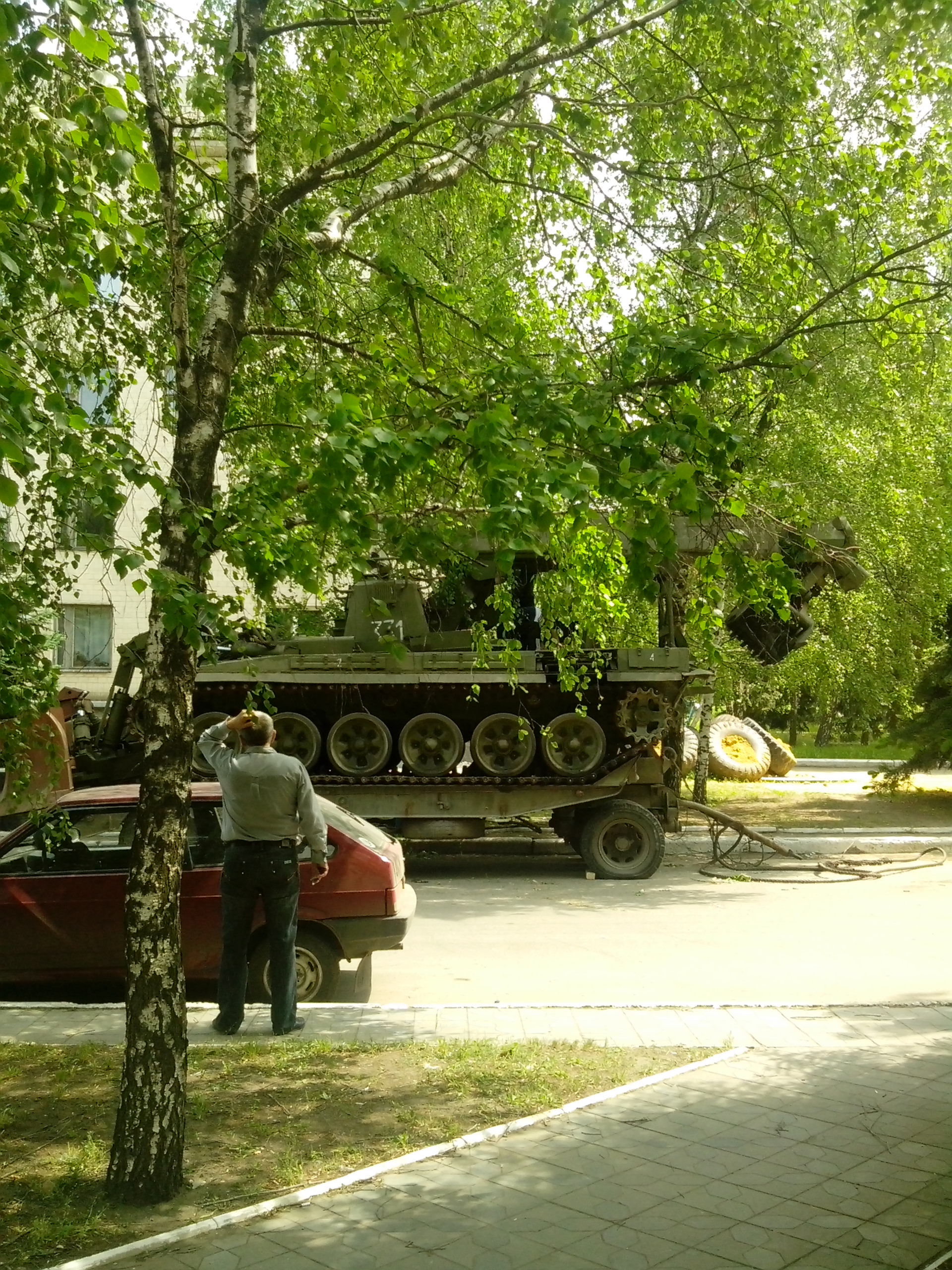
Char d'assaut des rebelles séparatistes prorusses stationné près du bâtiment du conseil municipal de Kramatorsk, le 15 juin 2014

Le 4 mai, l'armée ukrainienne s'est brusquement retirée sur ses positions à l'aérodrome militaire de Kramatorsk. Les rebelles séparatistes ont ensuite repris le bâtiment du SBU et le poste de police qui avaient été abandonnés par les forces ukrainiennes,. Les forces ukrainiennes se dirigent vers Semenivka, à proximité de Sloviansk. Au cours de la journée, des affrontements ont éclaté entre les rebelles séparatistes et une colonne de l'armée ukrainiennes sur une route près de Kramatorsk, qui ont fait un mort civil. 
Le 13 mai, une unité de l'armée ukrainienne a été prise en embuscade près de Kramatorsk par une trentaine de rebelles séparatistes prorusses. Une grenade propulsée par fusée a été tiré sur un véhicule blindé de transport de troupes transportant des parachutistes ukrainiens, provoquant l'explosion du véhicule. Dans l'escarmouche qui s'en est ensuivie, sept soldats et un rebelle séparatiste ont été tués et nombreux soldats ont été blessés. Un véhicule mortier automoteur ukrainien a également été détruit lors des combats.
Dans le cadre de l'opération militaire continue autour de Kramatorsk, l'armée ukrainienne a détruit une cachette séparatiste dans une forêt près de la ville et a capturé trois rebelles, le 15 mai. 

### Poursuites des combats et retrait séparatiste

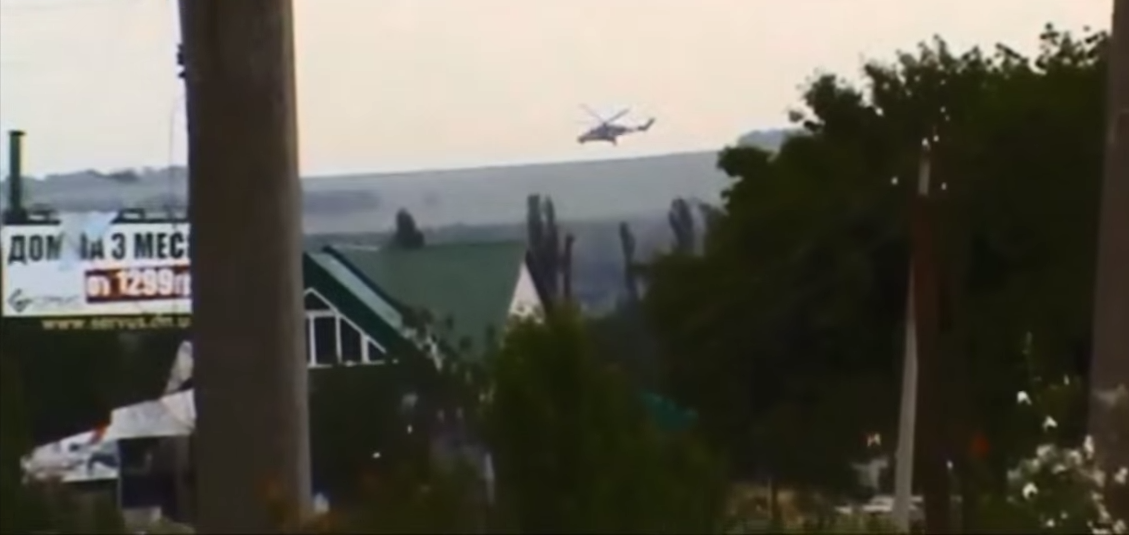
Deux hélicoptères d'attaque Mil Mi-24 de l'armée de l'air ukrainienne dans la banlieue de Semenivka sous contrôle des rebelles séparatistes prorusses, le 3 juin 2014 lors d'une offensive

Les combats se sont poursuivis le 2 juin, aux abords de Kramatorsk, faisant trois morts. Le 14 juin, le gouvernement ukrainien a lancé une frappe aérienne sur les positions des rebelles séparatistes à Kramatorsk.
Le 27 juin, des rebelles séparatistes prorusses ont attaqué et prus un poste de contrôle militaire près de Kramatorsk. Cependant, peu après, les forces ukrainiennes ont mené une contre-attaque et ont repris le poste. Les combats ont fait quatre morts et cinq blessés parmi les soldats ukrainiens. Au cours de leur assaut, les rebelles séparatistes prorusses ont utilisé huit chars d'assaut et des mortiers. Quatre véhicules blindés de transport de troupes et un mortier ont été détruits au cours des combats. Dmitry Tmchuk a rapporté qu'un des chars utilisés par les rebelles séparatistes avait été détruit et un autre capturé. Le nombre de victimes parmi les rebelles séparatistes est inconnu. 
Un autobus de la ville a été touché par des tirs le 1er juillet, faisant quatre morts et cinq blessés parmi les civils. Les forces ukrainiennes ont repris le bastion de Sloviansk le 5 juillet, contraignant les rebelles séparatistes prorusses à se replier sur Kramatorsk. La BBC a rapporté que des témoins ont vu les rebelles séparatistes abandonner leurs poste de contrôle à Kramatorsk. Plus tard le même jour, Alexandre Borodaï, se disant « premier ministre » autoproclamé de la prétendue « république populaire de Donetsk » a confirmé que les rebelles séparatstes s'étaient retirés de Kramatorsk pour se replier sur la ville de Donetsk. Les forces ukrainiennes ont ensuite repris le contrôle de la ville et ont hissé le drapeau ukrainien sur le bâtiment administratif. L'administration de la ville de Kramatorsk a déclaré qu'au moins cinquante personnes avaient été tuées dans les combats et que vingt-deux demeuraient hospitalisées au 8 juillet. 

## Conséquences
Les forces de l'armée ukrainienne, ainsi que le SBU, ont pris le contrôle du village de Semenivka le 7 juillet 2014, dans la continuité de la reprise de Kramatrosk. 
Kramatorsk devient le centre administratif provisoire de l'oblast de Donetsk à partir d'octobre 2014, le chef-lieu Donetsk étant occupé par la Russie sous couvert de l'autorité de fait des rebelles séparatistes se disant « république populaire de Donetsk ».

## Voir également
- Invasion de l'Ukraine par la Russie
- Guerre russo-ukrainienne
- Bombardement de la gare de Kramatorsk